# Ingibjörg Sólrún Gísladóttir
Ingibjörg Sólrún Gísladóttir (Reykjavík, 31 dicembre 1954) è una politica islandese.

## Biografia
Dopo aver ottenuto la laurea in Storia e Letteratura all'Università d'Islanda nel 1979,
si trasferì in Danimarca per studiare all'Università di Copenaghen.
Tornò dunque in Islanda nel 1981 dove ottenne la laurea specialistica in storia nel 1983.
Ingibjörg Sólrún incominciò la sua carriera politica nel partito femminista islandese (Samtök um kvennalista) che ha rappresentato in consiglio comunale a Reykjavík dal 1982 al 1988 e in parlamento dal 1991 al 1994.
Divenne quindi sindaco di Reykjavík nel 1994, appoggiata da una coalizione di 4 partiti chiamati "la lista di Reykjavík" (Reykjavíkurlistinn). Lasciò l'incarico nel 2003 per candidarsi come primo ministro all'elezioni legislative per il principale partito di centrosinistra del paese, l'Alleanza Socialdemocratica (Samfylkingin). Le elezioni furono poi vinte da una coalizione di centro destra.
Ha servito come leader dell'Alleanza Socialdemocratica dal 2005 al 2009 ed è stata Ministro degli Esteri islandese dal 2007 al 2009, anno in cui cadde il governo a seguito della crisi finanziaria globale.